# حسن‌ننه
حسن‌ننه (به لاتین: Gasan-Nana) یک منطقه مسکونی در جمهوری آذربایجان است که در شهرستان گدابیگ واقع شده است.